# ایرا (باشقیرستان)
ایرا (به لاتین: Ira) یک منطقهٔ مسکونی در روسیه است که در کومرتاو واقع شده‌است. ایرا ۱٫۰۵ کیلومتر مربع مساحت و ۵۵۹ نفر جمعیت دارد.